# 1962 en sports équestres
Chronologie des sports équestres
- 1961 en sports équestres - 1962 en sports équestres - 1963 en sports équestres

Cet article présente les faits marquants de l'année 1962 en sports équestres.

## Événements

### Année
- 5e édition des championnats d'Europe de saut d'obstacles à Londres (Royaume-Uni).
- 6e édition du championnat d'Europe de concours complet d'équitation 1962 à Burghley (Royaume-Uni) qui est remportée par James Templer sur M'lord Connolly en individuel et par l'équipe de l'URSS[1].